# Parafia św. Michała Archanioła w Dolsku
Parafia Świętego Michała Archanioła w Dolsku – rzymskokatolicka parafia w Dolsku, należy do dekanatu śremskiego archidiecezji poznańskiej. Została utworzona w XII wieku. Mieści się przy ulicy Kościelnej.

## Grupy duszpasterskie
W parafii działają następujące wspólnoty i grupy duszpasterskie:
- Parafialna Rada Duszpasterska,
- Parafialna Rada Ekonomiczna,
- Parafialny Zespół Caritas,
- Żywy Różaniec,
- Nadzwyczajni Szafarze Komunii Świętej,
- Krąg Biblijny,
- Duszpasterstwo Młodzieży „Nadzieja”,
- Duszpasterstwo Dzieci „Jutrzenka”,
- Liturgiczna Służba Ołtarza,
- Młodzieżowy Zespół Muzyczny „Per Dio”,
- Zespół Dziecięcy „Petrus”.